# Comté de Johnson (Kentucky)
Pour les articles homonymes, voir Johnson et Comté de Johnson.
Le comté de Johnson est un comté de l'État du Kentucky, aux États-Unis. Son siège est Paintsville.

## Histoire
Le comté a été fondé le 24 février 1843 et a été nommé d'après Richard Mentor Johnson le 9e vice-président des États-Unis.